# Lubersac
Lubersac é uma comuna francesa na região administrativa da Nova Aquitânia, no departamento de Corrèze. Estende-se por uma área de 57,46 km². Em 2010 a comuna tinha 2 278 habitantes (densidade: 39,6 hab./km²).72 hab/km².